# Glasmontage- und Applikationsbetrieb
Der Glasmontage- und Applikationsbetrieb (GMAB) mit Sitz in Stützerbach (ab 1977 in Ilmenau) in Thüringen wurde 1973 als Betrieb des VEB Kombinat Technisches Glas Ilmenau gegründet. Er entstand aus einer Produktionsgenossenschaft des Handwerks (PGH). Diese war nach dem Zweiten Weltkrieg durch die in Stützerbach verbliebenen Glasbläser gegründet worden und setzte die dort bis ins Jahr 1648 zurückreichende Tradition der Glasherstellung fort.
Aufgabe des Betriebes, später Hauptabteilung innerhalb des VEB Werk für Technisches Glas Ilmenau, war die Realisierung von Glasrohrleitungen aus Borosilicatglas der Marke Rasotherm innerhalb der Volkswirtschaft der DDR. So wurden in den Jahren von 1973 bis 1990 diese Systeme im Nennweitenbereich von DN 15 bis DN 150 in geflanschter als auch geschweißter Ausführung (bis DN 100) als komplette Leistung (Projektierung, Lieferung und Montage) angeboten. Das Verschweißen von Glasrohrleitungen im größeren Umfang und unter Montagebedingungen bei den Auftraggebern stellte damals ein absolutes Novum dar und stieß auch auf das Interesse der Fachwelt auf den entsprechenden Messen und Ausstellungen.
Zu den Einsatzgebieten zählten unter anderem Brauereien, Weinkellereien, Getränkebetriebe, Betriebe der chemischen Industrie, pharmazeutische Betriebe, Textilindustrie, Milchviehanlagen in der Landwirtschaft und nicht zuletzt der Wohnungsbau, wo in den Plattenbauten Glasrohrleitungen in großem Umfang als Warmwasserleitungen zum Einsatz gelangten.
Nach der politischen Wende in der DDR existierte der 1990 gemäß Treuhandgesetz privatisierte Betrieb nur noch wenige Jahre weiter und wurde 1995 schließlich durch die Treuhandanstalt abgerissen.